# Tratado de las Nueve Potencias

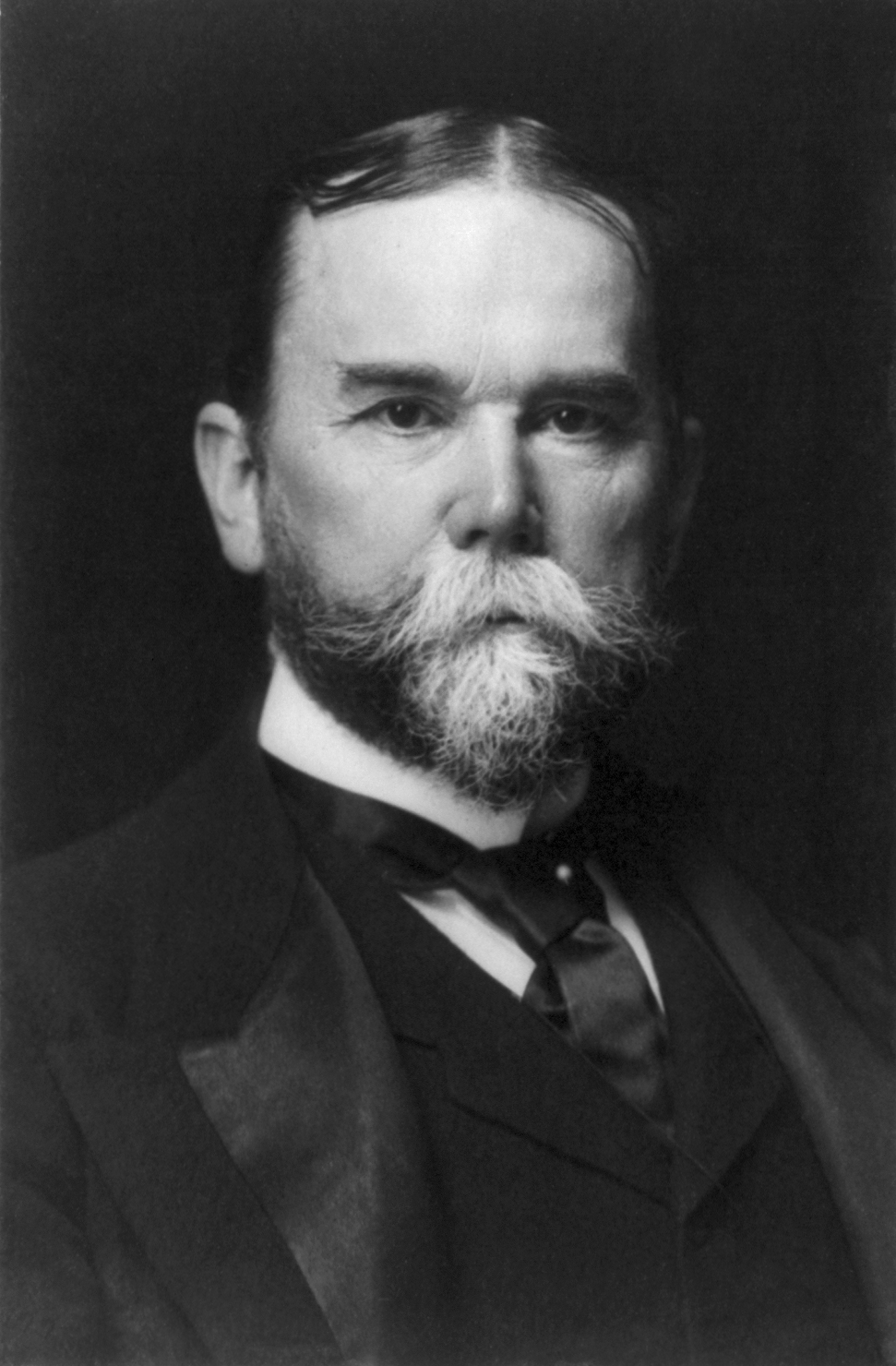
El Secretario de Estado de los Estados Unidos John Hay, impulsor de la política de puertas abiertas en China.

El Tratado de las Nueve Potencias (九 カ国 条約 Kyūkakoku Jōyaku?) o Acuerdo de las Nueve Potencias (en chino, 九 国 公约) fue un tratado que confirmaba la soberanía e integridad territorial de China según la política de puertas abiertas, firmado por todos los asistentes a la Conferencia Naval de Washington el 6 de febrero de 1922.

## Antecedentes
El Secretario de Estado de los Estados Unidos, John Hay, había elaborado sus «notas sobre las puertas abiertas» en el otoño de 1899, enviando a continuación en julio de 1900 una circular al cuerpo diplomático solicitando que todas las grandes potencias con intereses en China declarasen oficialmente que mantendrían una política de «puertas abiertas» que concediese a todos los países igualdad de derechos y de acceso a los puertos abiertos al comercio de sus esferas de influencia en China. Temiendo que las potencias europeas y Japón se estuviesen preparando para repartirse China en colonias, Hay agregó también disposiciones para mantener la integridad territorial y administrativa de China.
Aunque ninguna nación en particular respaldó explícitamente la propuesta de Hay, este anunció que cada una de las potencias había otorgado su consentimiento en principio, y que los tratados rubricados desde 1900 hacían referencia a la política de puertas abiertas. Sin embargo, la competencia entre los distintas potencias por concesiones especiales en China (derechos de ferrocarriles, propiedades mineras, préstamos, puertos con comercio exterior, etc) continuó.
Los Estados Unidos recelaban especialmente de los planes japoneses en China después de la guerra ruso-japonesa (1904-1905) y las Veintiuna exigencias (1915) y en varias ocasiones firmaron acuerdos con el gobierno japonés en el que ambos se comprometían a mantener una política de igualdad en Manchuria y China. Estos acuerdos acabaron con el Acuerdo Lansing-Ishii de 1917, que pronto se mostró como completamente ineficaz para resolver los roces entre ambas potencias.

## El tratado
Durante la Conferencia Naval de Washington de 1921-1922, el gobierno de Estados Unidos volvió a plantear la política de puertas abiertas como un problema internacional y logró que todos los asistentes (Estados Unidos, Japón, China, Francia, Reino Unido, Reino de Italia, Bélgica, Países Bajos y Portugal) firmasen un nuevo tratado que pretendió hacer de aquella parte del derecho internacional.
Sin embargo, el Tratado de las Nueve Potencias carecía de normativa de aplicación y, cuando fue infringido por Japón en su invasión de Manchuria en 1931 y con la fundación de Manchukuo poco después, los Estados Unidos no pudieron hacer más que protestar e imponer sanciones económicas.
La Segunda Guerra Mundial anuló en la práctica el Tratado.
El Tratado de las Nueve Potencias fue uno de los tratados firmados en la Conferencia Naval de Washington. Otros acuerdos importantes fueron el Tratado de las Cuatro Potencias y el Tratado de las Cinco Potencias.